# Muriel Hurtis-Houairi
Muriel Hurtis-Houairi, francoska atletinja, * 25. marec 1979, Bondy, Francija.
Nastopila je na poletnih olimpijskih igrah v letih 2000, 2004, 2008 in 2012, leta 2004 je osvojila bronasto medaljo v štafeti 4x100 m, leta 2000 je bila v isti disciplini četrta, leta 2012 pa v štafeti 4x400 m šesta. Na svetovnih prvenstvih je osvojila zlato in dve srebrni medalji v štafeti 4x100 m ter bronasti medalji v teku na 200 m in štafeti 4x400 m, na svetovnih dvoranskih prvenstvih naslov prvakinje v teku na 200 m leta  2003, na evropskih prvenstvih naslovi prvakinje v teku na 200 m ter štafetah 4x100 m in 4x400 m, na evropskih dvoranskih prvenstvih pa dva naslova prvakinje v teku na 200 m in bronasto medaljo v štafeti 4x400 m.